# Joy Alappatt
John «Joy» Alappatt (Parappukkara, Kerala, 27 de septiembre de 1956) es un prelado católico siro-malabar indio. Desde 2022, se desempeña como eparca de la Eparquía de Santo Tomás el Apóstol en Chicago.

## Biografía
Alappatt estudió para el sacerdocio en el Seminario Apostólico St. Thomas en Vadavathoor, y fue ordenado sacerdote para la Eparquía de Irinjalakuda, en India, el 31 de diciembre de 1981, por el obispo James Pazhayattil. Continuó sus estudios en el Instituto Pontificio St. Joseph en Aluva y en la Universidad Adheva en Wattair. Luego se dedicó al trabajo pastoral en Chalkudy, Mala, la catedral en Irinjalakuda y como capellán en Chennai. En 1993 fue transferido a los Estados Unidos, donde sirvió como capellán en el Centro Médico de la Universidad de Georgetown, donde también completó su programa de educación pastoral clínica. Alappatt también sirvió en asignaciones pastorales en New Milford, Newark y Garfield, y como vicario en la Catedral Mar Thoma Shleeha en Bellwood, Illinois.
El Papa Francisco nombró a Alappatt como obispo titular de Bencenna y obispo auxiliar de la Eparquía de Santo Tomás el Apóstol en Chicago el 24 de julio de 2014. Fue ordenado obispo por George Alencherry, el arzobispo mayor de Ernakulam-Angamaly, el 27 de septiembre de 2014.
El 3 de julio de 2022, el Papa Francisco aceptó la renuncia del eparca de Santo Tomás el Apóstol en Chicago, Jacob Angadiath, y nombró a Alappatt como sucesor.
Alappatt fue instalado en la Catedral Católica Siro-Malabar Mar Thoma Sleeha en Bellwood, Illinois, por el líder de la Iglesia Siro-Malabar George Alencherry, Jacob Angadiath y Stephen Chirappanath, en presencia de Christophe Pierre, nuncio apostólico en los Estados Unidos.